# Délvidék
A Délvidék elnevezés eredetileg a történelmi Magyar Királyság különböző déli területeit jelölte, ma pedig nem pontosan körülhatárolt földrajzi névként, illetve politikai kifejezésként él. 
A középkorban egyrészt Magyarország déli vármegyéit (Verőce, Pozsega, Szerém, Bács, Torontál, Temes, Keve), másrészt a Dunán, illetve Száván túli bánságokat (Ozorai, Sói, Macsói, Szörényi) értették alatta. Szent István korában még mint Alvidék volt ismert. 
A török hódoltság kora után kezdték újra használni a kifejezést, ám a 18. századtól 1920-ig csak Bácska és a Bánság területét, az akkori Magyarország déli részét jelölték vele.
A trianoni békeszerződés életbe lépésével, 1920-tól a Magyarországtól Jugoszláviához csatolt területeket nevezték Délvidéknek. Ez a következőket foglalta magában: a Vajdaság, a Drávaszög (Baranya-háromszög).
Így a második  világháború alatt Jugoszláviától Magyarországhoz visszacsatolt országrészt (Dél-Bácska, Drávaszög, Muraköz és Muravidék) „az anyaországhoz visszatért délvidéki területnek” nevezték. Ugyanakkor a Bánság Romániához került nagyobb részét ettől kezdve már nem értették a Délvidék fogalmába. 
A mai magyar szóhasználatban a Délvidék fogalmát elsősorban a következő vonatkozásban használják:
- Nem pontosan körülhatárolt földrajzi területként Szerbia északi, Kárpát-medencei részére (Vajdaság, belgrádi régió, Macsói-sík) gyakran Kelet-Horvátországot (Szlavónia, Drávaszög, Nyugat-Szerémség) is beleértve, a köznapi beszédben ugyanakkor néha csak szűkebb értelemben, „Vajdaság” jelentésben.
- Politikai kifejezésként a „délvidéki magyarok” vagy a vajdasági magyarokat jelenti, vagy tágabb értelemben a vajdasági magyarok és horvátországi magyarok.

## Földrajz
Bácska és a Bánság területei földrajzi adottságait tekintve az Alföld déli folytatásaként említhetőek. A Duna és a Tisza sík löszteraszától eltérő képet csupán a Verseci-hegy képez, illetve délen a Duna vonala alatt Szerémségben elnyúló Tarcal hegység (szerbül: Fruška Gora).
A Délvidék legnagyobb területei eredetileg erdős puszták voltak, míg a Verseci- és a Tarcal-hegységet, valamint a Duna és Száva árterületeit jelentős kiterjedésű erdőségek borították, melyek mára sajnos nagyrészt eltűntek. Mivel a Délvidék 75-80 százalékán mezőgazdasági termelés folyik, így a természetes élőhelyek csak kis területeken maradhattak fenn a flóra és fauna számára. Az újratelepített erdőségekben jellemzőek az akácosok, a nedvesebb területeken a nyárfák, de a homokos talajon feketefenyőt is telepítettek.
A Bánság egyes területeire jellemzőek a szikes puszták, melyeken a sós talajhoz alkalmazkodni képes élővilág létezik. Mivel ezek a területek földművelésre alkalmatlanok, itt jelentős kiterjedésű legelők maradtak fenn, illetve itt él a túzok utolsó itteni állománya. A Bánság déli részén található a Delibláti-homokpuszta, amelynek jelentős területeit mára fával telepítették be, de a mai napig találhatóak nyílt homokos gyepek és homokpusztagyepek. 
A Bácska északi részén terül el a Délvidék másik homokpusztája. A homokos felszín töréseiben láprétek és láperdők alakultak ki, melyek az évszázadok során kaszálóként szolgáltak, míg a magasabban fekvő területeket feltörték és növénytermesztésre használták. Ma itt található az ország egyik legjobb gyümölcstermő vidéke.

## Történelem
A területre a 15. századtól rengeteg szerbet telepítettek le a magyar királyok. Ezek a telepesek azt a célt szolgálták, hogy a végvárak közötti területeket, melyek nyitva voltak a törökök előtt, megvédik határőrző helyek fenntartásával. A szerbek olykor az Oszmán Birodalomba vezetett hadjáratok keretében szerezték, vagy kényszerrel késztették hazájuk elhagyására. 1526 végén többségük fellázadt a magyar urak zaklatásai miatt, akik nem akarták, hogy kiváltságokat nyerjenek. Cserni Jován nagy területet vont a Délvidékből uralma alá és mint független fejedelemséget deklarálta.
A határvédő szervezet a török kiűzése után újra megalakult, de nemcsak a külső ellenséggel, hanem a magyarokkal szemben is felhasználták, mivel az egységek többségében szerbekből tevődtek össze.
A Vajdaság név először 1848-ban bukkant fel: a karlócai szerb nemzetgyűlés ekkor kimondta a Szerb Vajdaság és Temesi Bánság létrehozását, a bécsi császári udvar a következő évben ezt engedélyezte. A Szerb Vajdaság azonban csak 1860-ig állt fenn.

## Történelmi vármegyéi
A mai Délvidék területén:
- Bács-Bodrog vármegye[2]
- Szerém vármegye[2]
- Torontál vármegye
- Temes vármegye[2]

Az egykor Délvidéknek nevezett területhez tartozott még:
- Pozsega vármegye (a török hódoltságig)
- Verőce vármegye (a török hódoltságig)
- Krassó-Szörény vármegye (1920-ig)

A török hódoltság után Pozsega, Verőce és Szerém vármegye nem tartozott többé Magyarországhoz (így a Délvidék fogalmához sem), hanem a Habsburg Birodalmon belül a Szlavón határőrvidék, majd Horvát-Szlavónország részét képezte.

## Lásd még
- Délvidék magyar uralom alatt 1941–1944
- Újvidéki vérengzés
- Délvidéki vérengzések